# Maria Kruse
Maria Speranza Kruse (* 2. Dezember 1902 in Berlin; † 9. April 1990 in Murnau am Staffelsee) war eine deutsche Malerin und Komponistin. Ihre Mutter war die Puppenmacherin Käthe Kruse und ihr Vater der Bildhauer Max Kruse. Ihr jüngster Bruder war der Schriftsteller Max Kruse.

## Leben

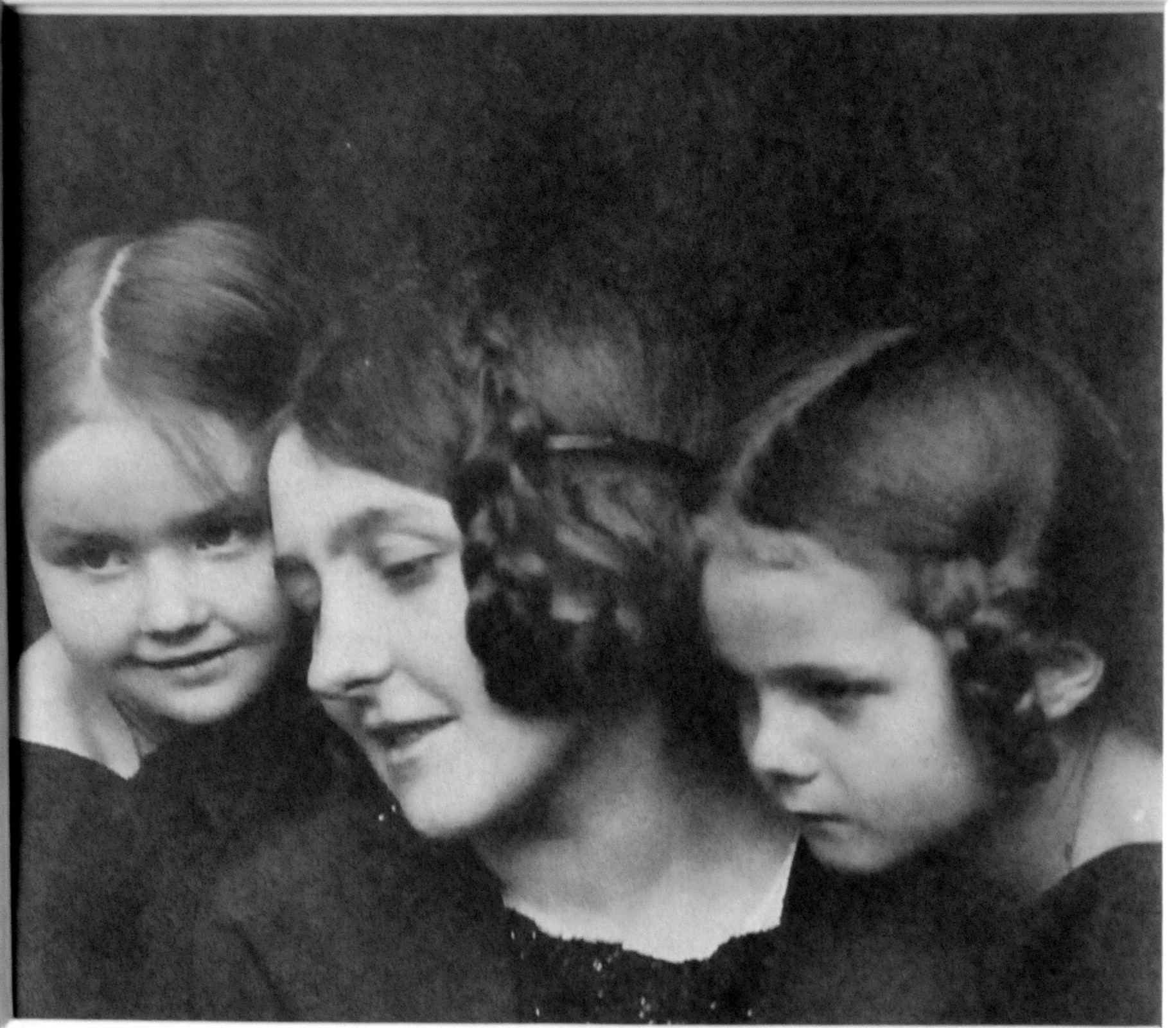
Käthe Kruse mit ihren Töchtern Fifi (Sophie) und Mimerle (Maria)

Maria Kruse wurde 1902 als erstes Kind – von sieben Kindern – des Bildhauers Max Kruse und der dreißig Jahre jüngeren Schauspielerin und späteren Puppenmacherin Katharina Simon (Käte Kruse) in Berlin geboren. Verheiratet waren die Eltern zunächst nicht. Der Vater war Mitglied der Künstlergruppe Berliner Secession und der Akademie der Künste in Berlin. Neben seiner Bildhauerkunst war er auch als Bühnenbildner und Erfinder erfolgreich. Auf Wunsch des Vaters gab Maria Kruses Mutter ihren Schauspielberuf auf. 1904 wurde Maria Kruses Schwester Sophie geboren. Katharina Simon nannte die ältere Tochter „Mimerle“ und die jüngere „Fifi“. Da Maria sich eine Puppe wünschte, ihrem Vater aber die in Geschäften erhältlichen Puppen missfielen, regte er seine Lebenspartnerin anlässlich des bevorstehenden Weihnachtsfestes an, selbst eine Puppe für die gemeinsame Tochter anzufertigen. Diese 1905 hergestellte Puppe wurde der Ausgangspunkt für die spätere Puppenherstellung größeren Stils durch die Mutter, die sich von da ab „Käthe Kruse“ nannte.
Maria Kruses Eltern heirateten 1909, kurz vor Geburt einer weiteren Tochter. Die Familie zog nach München und bald darauf nach Berlin. Um 1910 bestand eine nähere Bekanntschaft mit der Bestseller-Autorin und Feministin Gabriele Reuter, wie ein Foto nahelegt, auf dem die Kinder Maria und Sophie, zusammen mit der Schriftstellerin und deren Tochter, abgebildet sind. Diese Vertrautheit bestand noch zehn Jahre später laut eines Briefes von Reuter an „Meine liebe Mimi“ vom März 1919. Ab ihrem zwanzigsten Lebensjahr begleitete Maria ihren Vater, den Berliner Bildhauer Max Kruse, der bei ihrer Geburt bereits 48 Jahre alt war, bei seinen Auslandsreisen, insbesondere nach Italien. Dabei profitierte sie einerseits künstlerisch von ihm, konnte sich aber nicht selbständig entfalten, wie die Frankfurter Schriftstellerin und Journalistin Ethel Schwirten zu Lebzeiten der Künstlerin (1952) beschreibt.
Maria Kruse unterstützte ihren Vater bis zu seinem Tod im Jahr 1942.

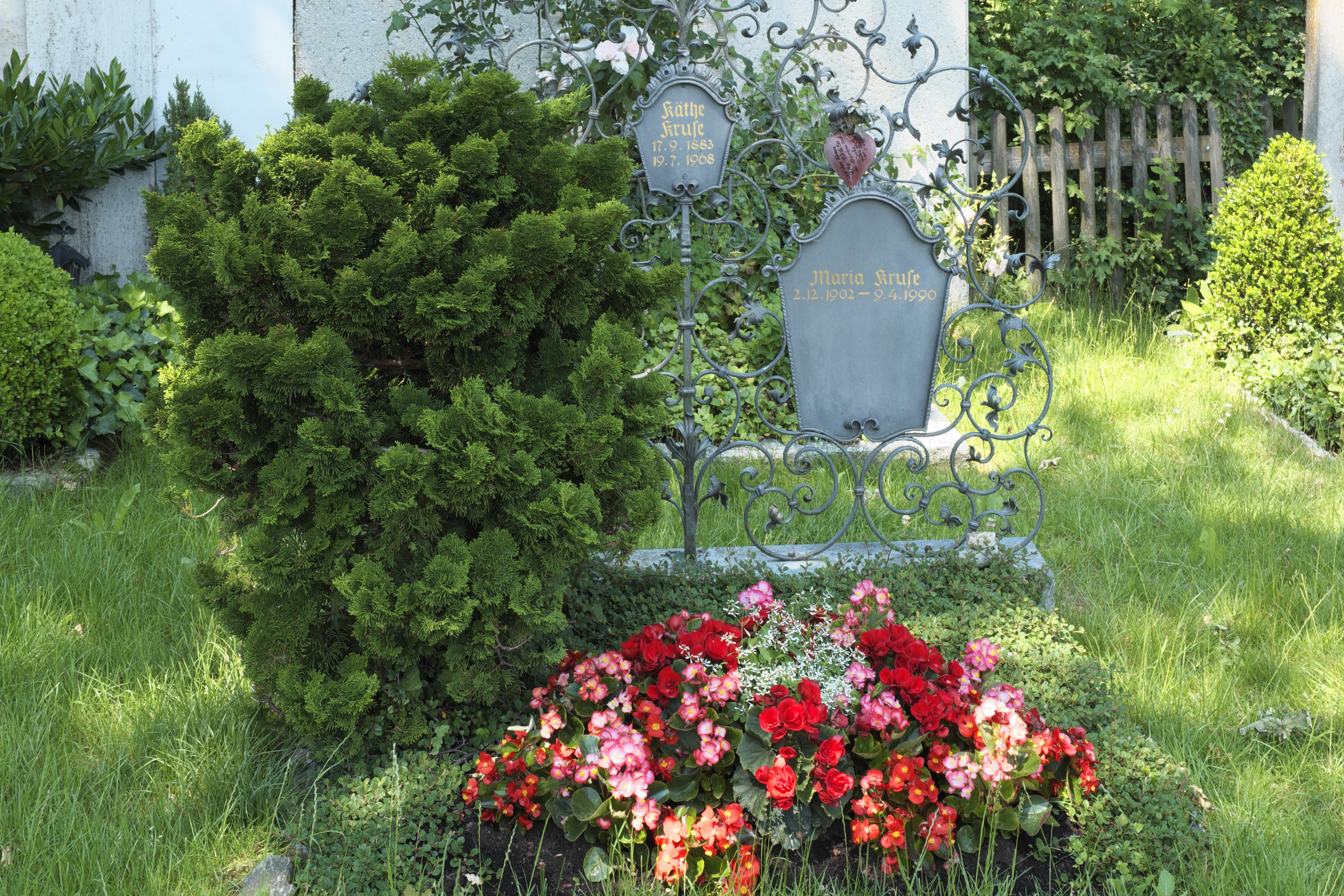
Grab von Käthe und Maria Kruse auf dem Friedhof in Zell

Wie die folgenden Kriegs- und Nachkriegsjahre Maria Kruses verliefen, lässt sich aufgrund einer Notiz im Nürnberger Nachlass erkennen, wonach sie den Beruf einer „Gymnastischen Tanzbegleiterin“ verfolgte. Nach Ethel Schwirten erfuhren ihre Kompositionen in dieser Zeit bei der Presse und „in einem Kreis bewährter Künstler und Experten“ Berlins „positiven Widerhall“, dennoch zog sie 1953 zu ihrer Mutter Käthe Kruse nach Donauwörth, wo sie in deren (nach Bad Kösen neugegründeten) Puppenmanufaktur als Werbetexterin mithalf. Wie vorher den Vater, pflegte sie auch die Mutter im Alter. Nach deren Tod 1968 zog sie nach München. Dort wird ihr Beruf als „Musikerzieherin“ angegeben. 1988 wechselte sie ins Seniorenheim nach Murnau zu ihrer Schwester Sophie, mit der sie auf dem Monte Verità in der Schweiz aufgewachsen war. Sophie starb 1989, ihr Grab in Murnau existiert nicht mehr. Maria starb ein Jahr später und wurde in Zell (Schäftlarn) neben ihrer Mutter begraben.

## Malerin
Nachweise für bildnerische Tätigkeit sind bisher drei datierte Aquarelle auf Papier in der Graphischen Sammlung des Germanischen Nationalmuseum Nürnberg. Maria Kruse ist dort als „Zeichnerin“ bezeichnet. Aufgrund der geltenden konservatorischen Bedingungen für Arbeiten auf Papier dürfen sie nicht dauernd ausgestellt werden.
Die Bilder entstammen den Jahren:
- 1925 „Markusplatz“, Venedig
- 1927 „Bildhauer-Atelier Max Kruse, Berlin-Fasanenstraße 13“, Berlin
- 1938 „Mondnacht“, Hiddensee

## Komponistin
„Ihr Talent als Malerin und Komponistin konnte Maria nicht professionell ausüben, da sie bereits in jungen Jahren ihren alternden Vater auf seinen ausgedehnten Reisen begleitete, ihn im Alltag versorgte und seinen Zweitwohnsitz, die Lietzenburg auf Hiddensee, als Pension führte“.

Über Maria Kruses Musik schreibt ihr jüngster Bruder, der Autor Max Kruse, mehrmals in seinem Buch Die versunkene Zeit, z. B. von einem Winter in der Lietzenburg auf der Insel Hiddensee: [da]„saßen also der Vater und die Schwester, er qualmte Stumpen und sie kochte, komponierte und fror.“ Über ihr Improvisationstalent am „mächtigen Bechstein“-Flügel bei der musikalischen Begleitung eines von ihm als Kind erfundenen Theaterstücks vor geladenen Gästen Der Kampf im Teutoburgerwald schreibt er: 

„Sie brauchte ja keine Noten, sie hatte doch alles im Kopf, ihren Weber, ihren Wagner, Tuba-Getöse in Rom und flüsternden Wind in den Bäumen, das Kaiser-Motiv und das Herrmann-Motiv, das Freiheits-Motiv und das Todes-Motiv.“

Kruse studierte „auf eigenes Drängen Klavier und Komposition“, sie durfte „nur durch mühsame Überwindung elterlicher Vorurteile Musik studieren“. Ausbildungsorte für „Rhythmik, Instrumentation, Improvisation, Komposition, Chorleitung usw.“ waren Weimar und Berlin, nach Angaben einer anderen Quelle Naumburg. Danach habe sie am Berliner Konservatorium (womit das ehemalige Stern’sche Konservatorium gemeint ist), eine Lehranstellung bekommen. 
1952 erschien ein Artikel über die Künstlerin und Komponistin Maria Kruse in der Nürnberger Zeitschrift Frauenwelt.
Darin gibt Ethel Schwirtens, eine Journalistin der Frankfurter Rundschau, in Bezug auf Kruses Wirken Einblick in stilistische Kompositionstendenzen dieser Aufbruchszeit – eine Komponistin „der Gegenwart“ (Nachkriegszeit) hatte „soziologisch“ als auch „grundsätzlich“ „nicht viele Chancen“, da sie als Frau (u. a.) „auf keiner schöpferischen Tradition fußt“. Über Kruse direkt schreibt sie unter anderem, dass „ihre Studien in Plastik, Malerei und Tanz zu jener feinsten, zweckbefreiten und zeitlosen Äußerung des menschlichen Geistes, der Musik“ führten. Ethel Schwirten beurteilt die Komponistin nach Besuch einer öffentlichen Tanzaufführung in Berlin (Uraufführung von Kammermusik für Lied und Tanz, komponiert von Maria Kruse für die Jutta-Klamt-Schule in Berlin) als „sehr eigenwillige Schöpferin im Rhythmischen“ mit „höchst origineller Prägung.“
Ein Großteil ihrer Musik stammt aus ihrer Tanzbegleitung in der Tanzschule von Jutta Klamt in Berlin, wo sie bereits als Jugendliche eine Rhythmisch-Tänzerische Ausbildung erhalten hatte und danach deren „musikalische Betreuung“ übernahm.
Im Germanischen Nationalmuseum Nürnberg lagern mehrere Schachteln mit musikalischen Handschriften Maria Kruses. Im Alter von 15 Jahren komponierte sie 1917 bereits einen Walzer, Op. 1. Dort findet sich auch das Hiddenseer Fischerspiel in vier Bildern, aufgeführt unter ihrer Leitung mit Inselbewohnern.
Nach Ethel Schwirten komponierte Kruse Lieder mit Klavierbegleitung und Kammermusik mit verschiedenen Instrumenten.

## Film
- Käthe Kruse; Fernsehfilm mit Friederike Becht in der Hauptrolle; Dauer: 88 Minuten, Das Erste, 2015. Helena Schönfelder spielt die Rolle der Maria.[19]